# Окленд (тауншип, округ Фриборн, Миннесота)
Окленд (англ. Oakland [ˈoʊklənd], дословно — «земля, поросшая дубами») — тауншип в округе Фриборн, Миннесота, США. На 2000 год его население составило 430 человек.

## География
По данным Бюро переписи населения США площадь тауншипа составляет 93,2 км², из которых 93,2 км² занимает суша, водоёмов нет.

## Демография
По данным переписи населения 2000 года здесь находились 430 человек, 155 домохозяйств и 128 семей.  Плотность населения —  4,6 чел./км².  На территории тауншипа расположено 163 постройки со средней плотностью 1,7 построек на один квадратный километр. Расовый состав населения: 97,67 % белых, 0,47 % азиатов, 0,93 % — других рас США и 0,93 % приходится на две или более других рас. Испанцы или латиноамериканцы любой расы составляли 1,86 % от популяции тауншипа.
Из 155 домохозяйств в 38,7 % воспитывались дети до 18 лет, в 74,2 % проживали супружеские пары, в 6,5 % проживали незамужние женщины и в 16,8 % домохозяйств проживали несемейные люди. 12,9 % домохозяйств состояли из одного человека, при том 7,7 % из — одиноких пожилых людей старше 65 лет. Средний размер домохозяйства — 2,77, а семьи — 3,02 человека.
26,0 % населения — младше 18 лет, 8,4 % — в возрасте от 18 до 24 лет, 27,2 % — от 25 до 44, 24,0 % — от 45 до 64, и 14,4 % — старше 65 лет. Средний возраст — 36 лет. На каждые 100 женщин приходилось 104,8 мужчин.  На каждые 100 женщин старше 18 приходилось 106,5 мужчин.
Средний годовой доход домохозяйства составлял 49 063 доллара, а средний годовой доход семьи —  50 962 доллара. Средний доход мужчин —  30 250  долларов, в то время как у женщин — 24 375. Доход на душу населения составил 17 611 долларов. За чертой бедности находились 6,4 % семей и 7,8 % всего населения тауншипа, из которых 14,5 % младше 18 и 5,4 % старше 65 лет.